# منتخب فنلندا لهوكي الحقل للرجال
منتخب فنلندا الوطني لهوكي الحقل للرجال (بالفنلندية: Suomen maahockeymaajoukkue)‏ هو ممثل فنلندا الرسمي في المنافسات الدولية في هوكي الحقل .